# Étienne Mignot
Étienne Mignot (1698 – 1771) è stato un teologo francese.

Traité des prêts de commerce, 1738 (Fondazione Mansutti, Milano).

Laureato alla Sorbona, studiò teologia e diritto canonico. Pubblicò molti lavori sulla storia della Chiesa e dogmi cristiani. La sua opera principale è Traité des prêts de commerce, pubblicata anonima come molti suoi lavori. Probabilmente si tratta dell'opera di più autori, con il contributo del giansenista Philippe Boidot.